# Ciel (futebolista)
Jociel Ferreira da Silva, conhecido como Ciel (Caruaru, 31 de março de 1982), é um futebolista brasileiro que atua na posição de atacante. Atualmente, joga pelo CSA.
É irmão do também jogador Nildo.

## Carreira
Foi revelado pelo Porto-PE de Caruaru, clube onde seu irmão Nildo também foi revelado, e em 2001, foi um dos destaques do Campeonato Pernambucano de juniores ao lado do seus companheiros de clube: o também atacante Fábio Silva e o zagueiro Michael, ambos do Pão de Açúcar-PE.
Se destacou pelo Ceará e ASA onde foi artilheiro.
Também jogou no futebol português no Paços de Ferreira no início da temporada 2009/2010. No mesmo ano, Ciel acertou sua transferência para o ASA de Arapiraca, lá foi um dos artilheiros da Série B do Brasileirão de 2010.
Ciel ganhou fama pelo uso abusivo e excessivo de bebida alcoólica na noite. Na sua passagem pelo Fluminense a fama que deixou não foi das melhores devido aos problemas extracampo.
No início de agosto de 2013, acertou por três anos a transferência para o Al-Ahli. Lá, foi companheiro do brasileiro Grafite.
| “ | - Aqui é muito bom. Vou para o Brasil e sinto falta daqui. É um país bom de morar. Passo o dia com a família, vou ao shopping, o treino é apenas à noite, de duas, três horas... Você quer mais o quê? Vai para o Brasil sofrer pressão e ver torcedor querendo quebrar seu carro? Não tenho problema de assalto. É tudo diferente do Brasil. Pretendo ficar aqui até quase parar de jogar bola. Quero ficar aqui durante uns quatro ou cinco anos e, quando estiver em uma condição melhor, pretendo voltar para o Ceará para encerrar a carreira - completou o jogador brasileiro. | ” |

### Ceará
Em 2016, iniciou sua quarta passagem pelo Ceará, onde disputou apenas cinco jogos, sem marcar gols.

### Caucaia
Em setembro de 2018, é anunciado como mais novo reforço do Caucaia. Disse estar feliz em poder defender o clube da cidade onde mora.
| “ | Estou feliz pelo convite e por ter a chance defender o Caucaia EC, equipe da cidade que moro e tenho muito carinho. Quero ajudar o time a buscar os objetivos traçados, pois o grupo vem trabalhando forte, focando crescimento no futebol cearense. | ” |

### Tombense
Em 2022, marcou 18 gols pela Tombense, onde foi o artilheiro do clube no ano e um dos principais goleadores da Série B.

### Ferroviário
Foi contratado pelo Ferroviário para a temporada 2023. O Ferrão conseguiu o acesso para Série C invicto e com a melhor campanha da Série D em 2023. Ciel foi o artilheiro do Ferroviário na temporada 2023 com 23 gols em 40 jogos, marcou o gol que deu ao Ferroviário o bicampeonato brasileiro na Série D e ao final do ano, renovou contrato por mais um ano.

## Títulos
Al Shabab
- Copa do Golfo: 2011
- Etisalat Emirates Cup: 2011

Al-Ahli
- Campeonato Emiradense: 2013-14, 2015-16
- Etisalat Emirates Cup: 2014

Caucaia
- Campeonato Cearense - Série B: 2019[18]

Guarany de Sobral
- Taça Padre Cícero: 2020

Salgueiro
- Campeonato Pernambucano: 2020
- Campeão do Interior: 2020

Ferroviário
- Campeonato Brasileiro - Série D: 2023[19]
- Copa Fares Lopes: 2024

### Prêmios individuais
- Melhor jogador do ano no futebol cearense: 2023